# Jelsafjorden
Jelsafjorden er en fjordarm af Nedstrandsfjorden og Boknafjorden på nordsiden af øen Ombo mellem kommunerne Finnøy og Suldal i Rogaland fylke i Norge. Mod øst grænser fjorden også til Hjelmeland kommune.
Fjorden har indløb  mellem Foldøy i nord og Jørstadvågen på Ombo i syd og går mod  øst til den deler sig i tre. Videre mod øst fortsætter Jelsafjorden som Erfjorden og Tyssefjorden og fra indløbet til Erfjorden går to fjorde i hver sin retning, en mod nord og en mod syd. Den sydlige af disse er Ombofjorden som går mod syd til Hjelmelandsfjorden og den nordlige fjordarm er Økstrafjorden. Selve Jelsafjorden er 10 kilometer lang, men sammen med Erfjorden og Tyssefjorden er den omtrent 25 kilometer lang. 
På nordsiden af fjorden ligger landsbyen Jelsa, som har lagt navn til fjorden.